# Agrégation d'anglais
Les concours d'agrégation (externe et interne) d'anglais sont organisés pour le recrutement des professeurs agrégés d'anglais. 

## Épreuves du concours externe

### Épreuves d'admissibilité
- 4 épreuves de 6 ou 7 heures chacune, soit :
  - 1 dissertation en français de littérature ou de civilisation anglo-saxonne : 7 heures. (coefficient 1)
  - 1 commentaire de texte en anglais de littérature (quand la dissertation a porté sur la question de civilisation) ou de civilisation (quand la dissertation a porté sur la question de littérature) : 6 heures. (coefficient 1)
  - 1 épreuve de linguistique anglaise (phonologie en anglais et grammaire anglaise en français) : 6 heures. (coefficient 1)
  - 1 épreuve de traduction (thème et version) : 6 heures. (coefficient 2)

### Épreuves orales d'admission
- 4 épreuves orales :
  - 1 explication de texte en anglais (littérature, civilisation ou linguistique selon la spécialité choisie) : 2 heures de préparation, exposé de 30 minutes max. et entretien avec le jury de 15 minutes max. (coefficient 2)
  - 1 leçon en anglais (littérature, civilisation ou linguistique selon la spécialité choisie : 5 heures de préparation, exposé de 30 minutes max. et entretien avec le jury de 15 minutes max. (coefficient 2)
  - 1 épreuve dite « hors programme » en anglais destinée à mettre à l'épreuve la culture générale du candidat et sa capacité de synthèse : 5 heures de préparation, exposé de 20 minutes max. et entretien avec le jury de 25 minutes max. (coefficient 2)
  - 1 épreuve de compréhension / restitution où le candidat est invité à restituer en français un document oral en anglais, suivi de questions du jury invitant le candidat à expliquer certains de ses choix de restitution : 30 minutes maximum, pas de préparation. (coefficient 2)

À ces notes s'ajoute une note d'anglais parlé, jugée sur les trois premières épreuves de l'oral (coefficient 2).

## Épreuves du concours interne

### Épreuves écrites d'admissibilité
- 2 épreuves de 5 ou 7 heures chacune, soit :
  - 1 dissertation en anglais de littérature (portant sur l'une des 3 œuvres au programme) ou de civilisation anglo-saxonne (portant sur l'une des deux questions au programme) : 7 heures (coefficient 1)
  - 1 épreuve de traduction (thème et version) et de traductologie (explications de choix de traduction, portant sur des segments extraits des 2 textes à traduire) : 5 heures (coefficient 1)

### Épreuves orales d'admission
- 2 épreuves orales :
  - 1 épreuve incluant : 1 thème oral improvisé (sans préparation) portant généralement sur un article de la presse contemporaine française, 1 explication de texte en anglais (portant soit sur un extrait d'une des œuvres littéraires au programme, soit sur un texte en lien avec l'une des deux questions de civilisation anglo-saxonne), 1 question de linguistique (portant sur deux segments soulignés dans le texte à expliquer) : la présentation de ces 3 parties ne doit pas dépasser 30 minutes ; 1 entretien en anglais avec le jury sur le texte expliqué de 15 minutes max. ; 1 épreuve de compréhension orale / restitution, où le candidat est invité à restituer en anglais un document oral en anglais de façon méthodique et exhaustive, suivie de questions du jury invitant le candidat à expliquer ou corriger certains de ses choix de restitution, l'ensemble ne pouvant dépasser 15 minutes. 3 heures de préparation (coefficient 2)
  - 1 exposé de la préparation d'un cours en français, pendant laquelle le candidat doit présenter de façon méthodique l’intérêt, les obstacles et les exploitations possibles d'un dossier composé d'un ou plusieurs documents dans une séquence d'enseignement (niveau lycée), organisée autour d'un thème commun, d'une problématique et répondant à des objectifs, menant à la réalisation d'une tâche finale en lien avec les paliers du CECRL (40 minutes max.) ; suivi d'un entretien avec le jury (20 minutes max.). 3 heures de préparation (coefficient 2)

## Dans la fiction
- Laurel Zuckerman, Sorbonne confidential, éd. Fayard, 2007  (ISBN 978-2-2136-3122-6).